# البنجاب (باكستان)
البنجاب (بالإنجليزية: Punjab)‏، اللغة البنجابية، اللغة الأردية: پنجاب) هي إحدى أقاليم باكستان الأربع. يزيد عدد سكانه عن 127 مليون نسمة وهو أكبر إقليم حسب السكان في البلاد وثاني أكبر تقسيم إداري حسب السكان في العالم. يقع الإقليم في الجزء الشرقي الأوسط من باكستان، وهو أكبر إقليم مساهمة في اقتصاد البلاد.
عاصمتها وأكبر مدنها هي لاهور، وفيها مدن رئيسية أخرى مثل فيصل آباد وراولبندي وكوجرانواله وملتان. يحد الإقليم من الشمال الغربي إقليم خيبر بختونخوا والعاصمة الاتحادية إسلام آباد ومن الجنوب الغربي بلوشستان ومن الجنوب السند ومن الشمال آزاد كشمير. للإقليم حدود دولية مع ولايتي راجستان والبنجاب الهنديتين من الشرق ومع منطقة كشمير التي تديرها الهند من الشمال الشرقي. البنجاب هي أكثر مناطق باكستان خصوبة إذ يجري فيها نهر السند وروافده الرئيسية الأربع - رافي وجيلوم وتشيناب وستلج -.
يُشكل إقليم البنجاب الجزء الأكبر من منطقة البنجاب التي قسمت بين باكستان والهند في عام 1947. يمثل البنجاب في البرلمان الباكستاني 173 مقعدًا من أصل 336 في المجلس الوطني (مجلس النواب) و23 مقعدًا من أصل 96 في مجلس الشيوخ. يُساهم القطاع الصناعي بنحو 24% من الناتج المحلي الإجمالي للإقليم وهي نسبة أعلى من باقي أقاليم باكستان. تُعرف المقاطعة بازدهارها النسبي، وفيها أقل معدل فقر بين جميع الأقاليم الباكستانية. لكن يظهر تفاوت واضح في التنمية بين شمال وجنوب البنجاب؛ فالشمال متطور عن الجنوب. وهو واحد من أكثر المناطق تحضرًا في جنوب آسيا، فيعيش في الحضر نحو 40% من سكانها.
يشكل البنجابيون المسلمون السنة حوالي 98% من إجمالي سكان الإقليم وهم السكان الأصليون له. البنجابيون هم ثالث أكبر مجموعة عرقية مسلمة في العالم بعد مسلمون عرب والبنغاليين. تزعم التقاليد المحلية أن التاجر البنجابي رتن كان أحد صحابة النبي محمد، وله ضريح في باثيندا.
البنجاب هو مسقط رأس محمد إقبال شاعر باكستان الوطني وأحد أبرز قادة الفكر والإحياء الإسلامي في القرن العشرين، وهو واحد من أبرز مُنظري الحركة الباكستانية. الثقافة البنجابية متأثرة بقوة بالثقافة الإسلامية والصوفية، فتنتشر الأضرحة الصوفية في أرجاء الإقليم مثل أضرحة مهر علي شاه وفريد الدين مسعود وعبد اللطيف الكاظمي وسلطان باهو.
كما أن البنجاب هي موطن لمواقع دينية وتاريخية متنوعة فمثلًا وُلد مؤسس السيخية الغورو ناناك في بلدة نانكانا صاحب. ومعابد كاتاس راج المهمة في الأساطير الهندوسية. وفيها مواقع حدائق شاليمار وحصن لاهور وحفريات تاكسيلا الأثرية وحصن روهتاس المدرجة ضمن قائمة اليونسكو للتراث العالمي.

## التسمية
اسم "البنجاب" هي كلمة فارسية مكونة من جزئين: "پنج" التي تعني "خمسة" و"آب" (أب) التي تعني "ماء"، المأخوذ من للكلمة السنسكريتية «بانتشانادا» पञ्‍च (خمسة) وअप् (ماء). أي إن كلمة بنجاب تعني "أرض الأنهار الخمسة" إشارة إلى أنهار بيس ورافي وستلج وتشيناب وجيلوم؛ وكلهم روافد لنهر السند.
ذكر اسم "أرض الأنهار الخمسة" أول مرة في ملحمة المهابهاراتا. أما قبل هذا الاسم فكانت المنطقة تعرف باسم سابتا سيندهو (Sapta Sindhu) في الأفستا أي "أرض الأنهار السبعة"، النهران الآخران عما نهري السند وكابل. أطلق اليونانيون على منطقة البنجاب اسم «بنتابوتاميا» (باليونانية: Πενταποταμία)‏، والتي لها نفس أصل الكلمة الفارسية الأصلية.

## التاريخ

### العصر القديم
يُعتقد أن أقدم منطقة سكنها الإنسان بالبنجاب هي وادي سوان في بوتوهار الواقعة بين نهري السند وجيلوم، التي ازدهرت فيه الثقافة السوانية بين عامي 774,000 قبل الميلاد و11,700 قبل الميلاد. اكتُشفت في الوادي أدوات حجرية وبقايا من الصوان تدلل على وجود الإنسان في تلك الحقبة. ومن الحضارات الأخرى حضارة هارابا التي ازدهرت في العصر البرونزي حوالي 3000 قبل الميلاد، لكنها انهارت بسرعة بعد ألف عام بسبب الهجرات الهندية الآرية التي اجتاحت المنطقة بين 1500 و500 قبل الميلاد. ساهمت هذه الشعوب المهاجرة في تأسيس الحضارة الفيدية في العصر الحديدي والتي استمرت حتى عام 500 قبل الميلاد. ألفت الريجفيدا في البنجاب في تلك الفترة وهي أساس الحضارة الهندوسية. اجتاحت المنطقة فترة من الفوضى بعد انهيار الحضارة الفيدية اتسمت بالحروب القبيلة المتكررة، تلاها ظهور ممالك "ماهاجانابادا" المحلية. عبر الإمبراطور الإخميني دارا الكبير نهر السند في عام 518 قبل الميلاد، وضم المناطق الممتدة حتى نهر جيلوم لمملكته. اشتهرت مدينة تاكسيلا في الفترة الإخمينية بأنها مركز تعليمي بارز في جنوب آسيا.
من بين أبرز حكام البنجاب الأوائل كان الملك بورس الذي واجه الإسكندر الأكبر وجيوشه في معركة هيداسبس الشهيرة. تذكر المصادر اليونانية أن الإسكندر الأكبر انتصار نصرًا مؤزرًا في المعركة، وهو أمر يشكك فيه بعض الباحثين مثل A. B. Bosworth، لأن هذه المصادر تعرف بالمبالغة. رفض بوروس الاستسلام للإسكندر وقاوم حتى جرح وهُزمت قواته. بعد انتهاء المعركة ووقعه في أسر الجيش اليوناني سأله الإسكندر كيف يريد أن يُعامل فأجابه بورس بشجاعة: "عاملني كما يعامل الملك ملكًا آخر". أُعجب الإسكندر بشجاعة بورس، وأبقاه حاكمًا على أراضيه،. بل ووسّع مملكته لتشمل مناطق شمال شرقي مملكته السابقة التي كانت تحت حكم غلوسيس.
كانت مدينة ملتان أحد أكبر المراكز في المنطقة لذا هاجمها الإسكندر الأكبر وجيشه. حشدت قبيلة مالي بالتعاون مع القبائل المجاورة جيشًا قوامه 90,000 مقاتل لمواجهة الإغريق، يعتبر هذا الجيش أحد أكبر الجيوش التي واجهها الإسكندر في شبه القارة الهندية. قفز الإسكندر داخل أسوار القلعة أثناء حصار قلعة ملتان واشتبك مع زعيم الماليين. أُصيب الإسكندر بسهم اخترق رئته سبب جروح خطيرة كادت أن تودي بحياته. في نهاية المطاف، استولى الجيش اليوناني على المدينة بعد معركة ضارية.
قُسِّمت المنطقة لاحقًا بين الإمبراطورية الماورية والمملكة اليونانية البكترية في عام 302 قبل الميلاد. ثم غزا ميناندر الأول سوتر البنجاب وجعل مدينة ساجالا (سيالكوت الحديثة) عاصمة مملكته الهندية الإغريقية. واشتهر عن ميناندر الأول دعمه للبوذية وتأسيسه ما يُعرف بـ"البوذية اليونانية".

### العصور الوسطى

#### الفتح الإسلامي
غزت جيوش الخلافة الأموية شبه القارة الهندية في القرن الثامن الميلادي بقيادة محمد بن القاسم الثقفي وهو أمر ساهم في انتشار الإسلام إلى منطقة البنجاب. اتخذت محمد ابن القاسم من ملتان مركزًا لها ووصع سيطرة الدولة الأموية حتى شملت جزء كبير من البنجاب ووصلت إلى كشمير. بدأ الإسلام بالانتشار أولاً في جنوب البنجاب في العقود الأولى من القرن الثامن، ثم أصبح المسلمون أغلبية سكان المنطقة في القرن السادس عشر، وانتشر في المنطقة المساجد والأضرحة.
ظهرت سلالة شاهي الهندوسية في القرن التاسع من منطقة أوديانا، وتخلف مملكة تانك في حكم البنجاب. حكمت هذه السلالة معظم أجزاء البنجاب وشرق أفغانستان. كانت قبيلة الغاخارس/الخوخار البنجابية أساس سلالة شاهي.

#### الحكم التركي
غزت قوات الدولة الغزنوية البنجاب في القرن العاشر، واستطاعت السيطرة على ملتان وأوتش. أطاح الغزنويون بسلالة الشاهيين الهندوسية وحكموا المنطقة لمدة 157 عامًا. ضعفت الدولة الغزنوية بالتدريج حتى تمكن محمد الغوري من السيطرة على مدن البنجاب الرئيسية مثل أوتش وملتان ولاهور عام 1186، منهياً حكم الغزنويين بعد الإطاحة بخسرو مالك آخر حكامهم.
تفككت الدولة الغورية بعد وفاة محمد الغوري عام 1206 وخلفها في حكم المنطقة سلطنة دلهي، التي حكمت البنجاب لمدة ثلاثة قرون تحت قيادة خمس سلالات متعاقبة هم: مماليك الهند والدولة الخلجية والدولة التغلقية وبنو سيد ولودهيون.

#### غزو تيمورلنك
غزا تيمورلنك شمال الهند وضمه لحكمه، ثم عَيَّن خضر خان نائبًا له على مدينة ملتان في البنجاب. تلاه حكمه للاهور وديبالبور وملتان والسند الأعلى. استولى خضر خان على دلهي في 28 مايو 1414، تمهيدًا لتأسيس بنو السيد. لكنه لم يتخذ لقب السلطان، واستمر في إظهار ولائه لـتيمورلنك ثم لابنه شاه رخ. وحد خضر خان البنجاب وأتر برديش والسند تحت سلطنة دلهي، وقضى معظم وقته في قمع التمردات. كانت البنجاب قاعدة قوة خضر خان وخلفائه، إذ كان الجزء الأكبر من جيش سلطنة دلهي في فترة حكمهم يأتي من ملتان وديبالبور.
خلف خضر خان ابنه مبارك شاه بعد وفاته في 20 مايو 1421. لقب مبارك شاه نفسه باسم "عز الدين مبارك شاه" وهو الاسم المسكوك على عملاته المعدنية، وأزال اسم الملك التيموري من الخطبة معلنًا استقلاله. تنازل آخر حكام بنو السيد علاء الدين عن عرش سلطنة دلهي طواعية في 19 أبريل 1451 لبهلول اللودهي، وانتقل إلى باداون حيث توفي في عام 1478.

#### سلطنة لانغاه
أسس السلطان قطب الدين زعيم قبيلة لانغا (إحدى قبائل زط زميندار)، سلطنة لانغاه في عام 1445 في مدينة ملتان بعد سقوط بنو السيد. تبعه حسين لانغاه الأول الذي حكم بين 1456 و1502، قاد حسين لانغاه حملات عسكرية ناجحة في منطقة البنجاب، فتمكن من انتزاع السيطرة على جنيوت وشوركوت من لودهيون. كما تصدى لغارات محمد تاتار خان وبرباك شاه، إضافة إلى مواجهة ابنته زيراك رمان.

### الفترة الحديثة

#### سلطنة المغول
وصل المغول إلى السلطة في أوائل القرن السادس عشر ووسعوا دولتهم تدريجيًا حتى حكموا منطقة البنجاب كلها، متخذين من لاهور عاصمة لهم. أصبح سعد الله خان، سليل عائلة من المزارعين البنجابيين من قبيلة ثاهيم في منطقة جنيوت، الصدر الأعظم للسلطنة المغولية بين عامي 1645 و1656. برزت شخصيات مسلمة بارزة أخرى من البنجاب في العصر المغولي مثل وزير خان وأدينا بيك أرين وشهباز خان كامبوه. بقيت إمبراطورية المغول تحكم المنطقة حتى أواخر القرن الثامن عشر حين بدأت السلطنة تضعف بشدة.
سيطر الحكام الأفغان على البنجاب مع تراجع حكم السلطنة. تنازع الماراثا والأفغان على حكم المنطقة. تلاها تلك الفترة توسع إمبراطورية السيخ التي تمكنت من السيطرة على البنجاب وخيبر بختونخوا والمناطق الشمالية من جبال الهيمالايا.

#### إمبراطورية السيخ

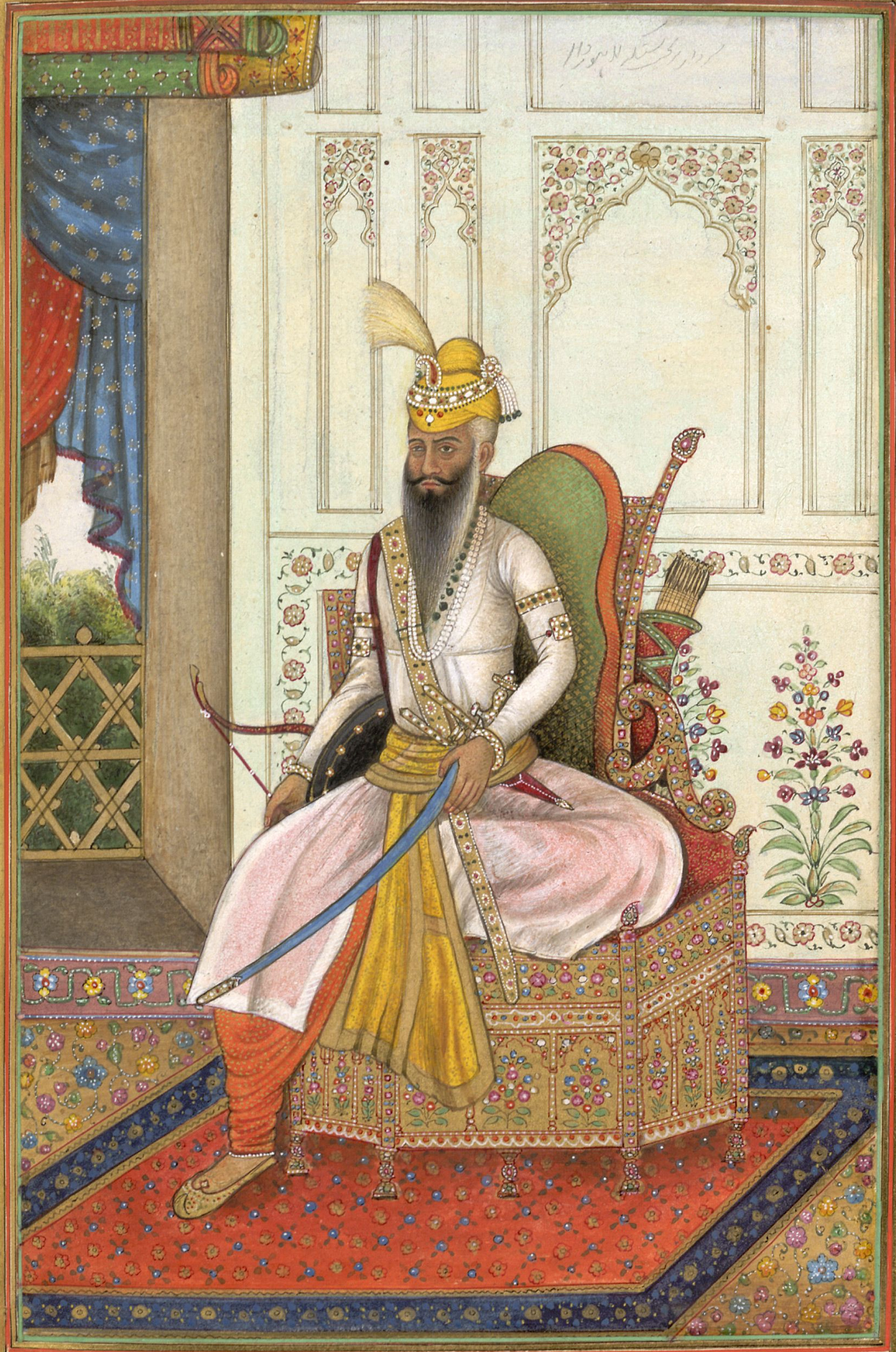
بورتريه لرانجيت سينغ، مؤسس إمبراطورية السيخ

ظهرت إمبراطورية السيخ من البنجاب على يد المهراجا رانجيت سينغ في القرن التاسع عشر. امتدت الإمبراطورية من عام 1799 عندما سيطر رانجيت سينغ على لاهور، حتى عام 1849 وقتها هُزمت في الحرب الإنجليزية السيخية الثانية وضُمّت إلى الإمبراطورية البريطانية. قامت الإمبراطورية على أساس اتحاد من ميسل السيخ المستقلة. امتدت الإمبراطورية في أوج قوتها من ممر خيبر في الغرب إلى غرب التبت في الشرق ومن ميثانكوت في الجنوب إلى كشمير في الشمال. كانت الإمبراطورية تنقسم إلى أربع مقاطعات رئيسية: لاهور عاصمة السيخ في البنجاب وملتان بالبنجاب أيضا؛ بيشاور وكشمير. بلغ عدد سكان الإمبراطورية حوالي 3.5 مليون نسمة في عام 1831 وكانت وقتها في المرتبة التاسعة عشرة من حيث عدد السكان عالميًا. كانت إمبراطورية السيخ آخر منطقة رئيسية في شبه القارة الهندية تُضم إلى الإمبراطورية البريطانية.

#### البنجاب البريطاني
حكمت إمبراطورية السيخ منطقة البنجاب حتى ضمتها بريطانيا في عام 1849، عقب الحربين الإنجليزية السيخية الأولى والثانية. أصبحت معظم منطقة البنجاب جزءًا من مقاطعة الهند البريطانية مع وجود بعض الولايات الأميرية الصغيرة تحت السلطة البريطانية. كانت البنجاب بسبب أراضيها الخصبة من بين أهم الأصول الاقتصادية للإمبراطورية البريطانية. برزت لاهور كمركز للثقافة والتعليم وتحولت روالبندي إلى قاعدة عسكرية استراتيجية. دعمت غالبية سكان البنجاب البريطانيين في الحرب العالمية الأولى بتقديم الرجال والموارد للمجهود الحربي، مع استمرار النشاطات المناهضة للاستعمار.:163 تصاعدت التوترات في البنجاب مع استمرار الحرب بسبب ارتفاع معدلات الإصابات وزيادة الضرائب والتضخم وانتشار وباء الإنفلونزا الذي أثر بشدة على المجتمع البنجابي.
أمر العقيد ريجنالد داير بإطلاق النار على حشد من المتظاهرين في أمريتسار معظمهم من السيخ في عام 1919 ليسمى هذا الحدث بمذبحة أمريتسار. غذت المذبحة الغضب الشعبي وساهمت في انتشار حركة الاستقلال الهندية. أعلن القوميون استقلال الهند في عام 1930 من لاهور، لكن قمع البريطانيون تلك الحركة. تجزأ دعم القومية الهندية على أساس الدين مع اندلاع الحرب العالمية الثانية. دعم العديد من السيخ والأقليات الأخرى المؤتمر الوطني الهندي، الذي وعد بدولة علمانية متعددة الثقافات والأديان، بينما تبنى القادة المسلمون في لاهور قرار باكستان، الذي دعا إلى إنشاء دولة إسلامية، لتصبح البنجاب محورًا للصراع بين القوميين الهنود والباكستانيين. تغيرت البنجاب وقت الحكم البريطاني فحدثت تحولات سياسية وثقافية وأدبية إضافة إلى تأسيس نظام تعليمي جديد.
منح البريطانيون الاستقلال للهند وباكستان في عام 1947. قُسمت البنجاب بالتبعية إلى شرق وغرب البنجاب: أصبح شرق البنجاب الذي يمثل 48% من المساحة جزءًا من الهند، في حين أصبح غرب البنجاب الذي يمثل ما نسبته 52% جزءًا من باكستان. رافق تقسيم البنجاب العنف والاضطرابات المدنية وتسببت النزاعات الطائفية والهجرة الجماعية في خسائر بشرية قدرت بالملايين. يذكر المؤرخ الديموغرافي تيم دايسون أن التركيبة السكانية لشرق البنجاب (الذي أصبح تابعًا للهند) تغيرت بعد التقسيم: فارتفعت نسبة الهندوس والسيخ فيه، أصبحت المناطق الغربية من البنجاب (الذي أصبح تابعًا لباكستان) ذا أغلبية مسلمة ساحقة بحلول عام 1951.

## الجغرافيا

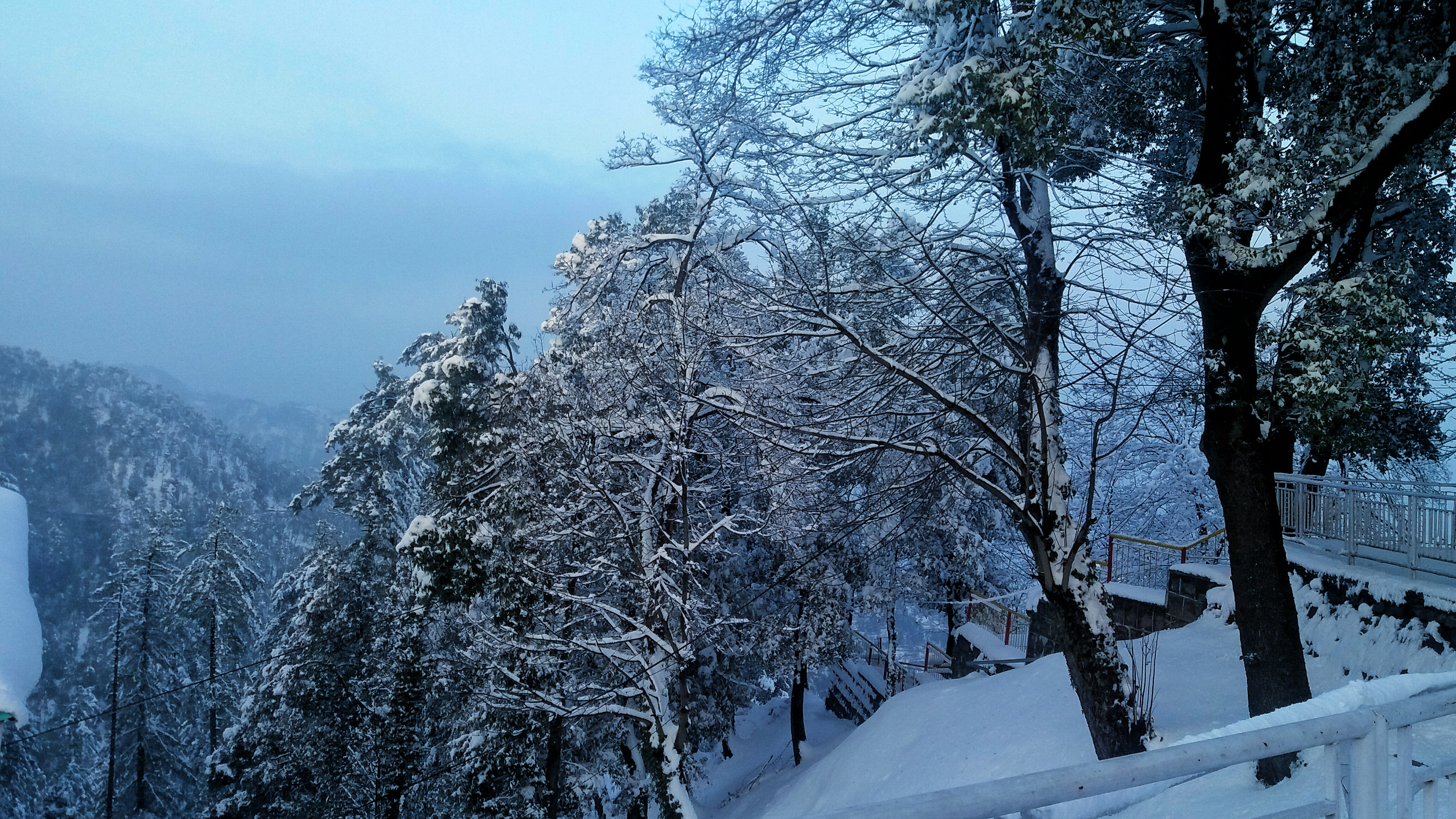
التضاريس الجبلية لشمال البنجاب بالقرب من محطة تل موري.

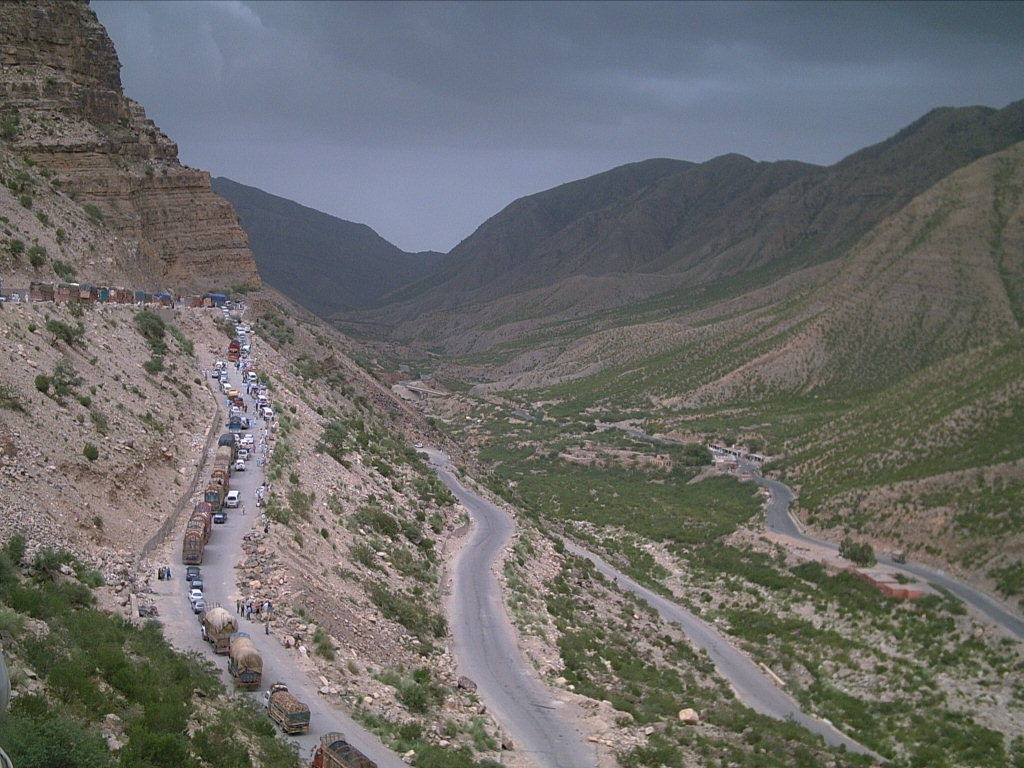
الطريق الجبلي من ديرا غازي خان إلى فورت مونرو

البنجاب ثاني أكبر إقليم باكستاني حسب المساحة بعد بلوشستان، بمساحة تبلغ 205,344 كيلومتر مربع (79,284 ميل مربع)، تعادل 25.8% من إجمالي مساحة باكستان. يحد الإقليم من الشمال الغربي إقليم خيبر بختونخوا والعاصمة الاتحادية إسلام آباد ومن الجنوب الغربي بلوشستان ومن الجنوب السند ومن الشمال آزاد كشمير. للإقليم حدود دولية مع ولايتي راجستان والبنجاب الهنديتين من الشرق ومع منطقة كشمير التي تديرها الهند من الشمال الشرقي. البنجاب هو الإقليم الوحيد في باكستان الذي له حدود مع جميع أقاليم البلاد ويحيط بتقسيم العاصمة الاتحادية إسلام أباد.
عاصمة البنجاب وأكبر مدنها هي لاهور، التي كانت مركزًا إداريًا لمنطقة البنجاب كلها منذ القرن السابع عشر. من المدن الرئيسية الأخرى: فيصل آباد وراولبندي وكوجرانواله وسرغودها وملتان وسيالكوت وبهاولبور وكجرات وشيخوبورا وجهلم ورحيم يار خان وساهيوال.

### المناخ
معظم مناطق البنجاب ذات طقس قاسٍ، يكون شتائه ضبابيًا وغالبًا ما يترافق مع هطول الأمطار. تبدأ درجات الحرارة بالارتفاع في منتصف فبراير، ويستمر الطقس الربيعي حتى منتصف أبريل حتى تبدأ سيادة درجات حرارة الصيف. شهرا يونيو ويوليو فيها أعلى درجات الحرارة، ويسجل فيهما حالات وفاة بسبب الإجهاد الحراري. شهد الإقليم في أوائل عام 2007 واحدة من أبرد فصول الشتاء في السنوات السبعين الماضية.
تتراوح درجة حرارة منطقة البنجاب من -2 درجة إلى 45 درجة مئوية ، ولكن يمكن أن تصل إلى 50 درجة مئوية (122 درجة فهرنهايت) في الصيف ويمكن أن تهبط إلى -10 درجة مئوية في الشتاء.
يوجد في البنجاب ثلاث أقاليم مناخية:
- الطقس الحار (أبريل إلى أوائل يونيو) ترتفع فيه درجة الحرارة إلى 123 درجة فهرنهايت (51 درجة مئوية).
- موسم الأمطار (أواخر يونيو إلى سبتمبر)، يتراوح فيه متوسط هطول الأمطار السنوي بين 950-1300 ملم في المنطقة شبه الجبلية و500-800 ملم في السهول.
- طقس بارد/ضبابي/معتدل (أكتوبر إلى مارس). تنخفض درجة الحرارة فيه إلى 35.6 درجة فهرنهايت (2.0 درجة مئوية).

## السكان
لغات إقليم البنجاب
(تعداد 2023)
يعيش في الإقليم أكثر من نصف سكان باكستان وهي ثاني أكبر تقسيم إداري في العالم حسب عدد السكان والأكثر اكتظاظا بالسكان خارج الهند والصين.

### اللغات
اللغة الأم الرئيسية في البنجاب هي البنجابية وهي أكبر لغة محكية في باكستان. يُتحدث بلهجات متنوعة من اللغة البنجابية في جميع أنحاء الإقليم مثل ماجهي ومولتاني وبوثواري وتالي وجهانغفي وداني وشاهبوري وديراوالي ورياستي. بعض هذه اللهجات ضمن مجموعات لغوية مثل السرائيكية في جنوب البنجاب التي تضم لهجات الجنوب مثل مولتاني وديراوالي ورياستي، والهندكو في شمال غرب الإقليم التي تشمل مجموعة من اللهجات الشمالية الغربية.
كما يتحدث باللغة البشتوية في بعض مناطق البنجاب، خاصة في مناطق أتوك وميانوالي وروالبندي.

### الدين
بلغ عدد سكان إقليم البنجاب 127,688,922 نسمة في تعداد 2023. الأغلبية الساحقة منهم مسلمون بعدد 124,462,897 نسمة أي حوالي 97.75% من إجمالي السكان، معظمهم سنة حنفية، مع أقلية من شيعية إثني عشرية.
أكبر أقلية دينية في الإقليم هم المسيحيون الذين يبلغ عددهم 2,458,924 نسمة ما يمثل حوالي 1.93% من السكان. أما الهندوس فيشكلون 249,716 نسمة أي ما يقارب 0.20% من السكان. توجد أقلية سيخية وبارسية.
| الدين               | 1881         | 1881    | 1891         | 1891    | 1901         | 1901    | 1911         | 1911    | 1921         | 1921    | 1931         | 1931    | 1941         | 1941   | 1951:12–21   | 1951:12–21 | 1998         | 1998   | 2017         | 2017   | 2023         | 2023    |
| الدين               | تعداد السكان | %       | تعداد السكان | %       | تعداد السكان | %       | تعداد السكان | %       | تعداد السكان | %       | تعداد السكان | %       | تعداد السكان | %      | تعداد السكان | %          | تعداد السكان | %      | تعداد السكان | %      | تعداد السكان | %       |
| ------------------- | ------------ | ------- | ------------ | ------- | ------------ | ------- | ------------ | ------- | ------------ | ------- | ------------ | ------- | ------------ | ------ | ------------ | ---------- | ------------ | ------ | ------------ | ------ | ------------ | ------- |
| الإسلام             | 6,201,859    | 78.09%  | 6,766,545    | 76.07%  | 7,951,155    | 76.25%  | 8,494,314    | 76.49%  | 8,975,288    | 75.49%  | 10,570,029   | 75.28%  | 13,022,160   | 75.06% | 20,200,794   | 97.89%     | 71,574,830   | 97.22% | 107,541,602  | 97.77% | 124,462,897  | 97.75%  |
| الهندوسية           | 1,449,913    | 18.26%  | 1,727,810    | 19.42%  | 1,944,363    | 18.65%  | 1,645,758    | 14.82%  | 1,797,141    | 15.12%  | 1,957,878    | 13.94%  | 2,373,466    | 13.68% | 33,052       | 0.16%      | 116,410      | 0.16%  | 211,641      | 0.19%  | 249,716      | 0.2%    |
| السيخية             | 272,908      | 3.44%   | 366,162      | 4.12%   | 483,999      | 4.64%   | 813,441      | 7.33%   | 863,091      | 7.26%   | 1,180,789    | 8.41%   | 1,530,112    | 8.82%  | —            | —          | —            | —      | —            | —      | 5,649        | 0.004%  |
| المسيحية في إسرائيل | 12,992       | 0.16%   | 30,168       | 0.34%   | 42,371       | 0.41%   | 144,514      | 1.3%    | 247,030      | 2.08%   | 324,730      | 2.31%   | 395,311      | 2.28%  | 402,617      | 1.95%      | 1,699,843    | 2.31%  | 2,063,063    | 1.88%  | 2,458,924    | 1.93%   |
| الجاينية            | 4,352        | 0.05%   | 4,408        | 0.05%   | 5,562        | 0.05%   | 5,977        | 0.05%   | 5,930        | 0.05%   | 6,921        | 0.05%   | 9,520        | 0.05%  | —            | —          | —            | —      | —            | —      | —            | —       |
| الزرادشتية          | 354          | 0.004%  | 215          | 0.002%  | 300          | 0.003%  | 377          | 0.003%  | 309          | 0.003%  | 413          | 0.003%  | 312          | 0.002% | 195          | 0.001%     | —            | —      | —            | —      | 358          | 0.0003% |
| البوذية             | 0            | 0%      | 0            | 0%      | 6            | 0.0001% | 168          | 0.002%  | 172          | 0.001%  | 32           | 0.0002% | 87           | 0.001% | 9            | 0%         | —            | —      | —            | —      | —            | —       |
| اليهودية            | —            | —       | 17           | 0.0002% | 9            | 0.0001% | 36           | 0.0003% | 16           | 0.0001% | 6            | 0%      | 7            | 0%     | —            | —          | —            | —      | —            | —      | —            | —       |
| الجماعة الأحمدية    | —            | —       | —            | —       | —            | —       | —            | —       | —            | —       | —            | —       | —            | —      | —            | —          | 181,428      | 0.25%  | 158,021      | 0.14%  | 140,512      | 0.11%   |
| أخرى                | 21           | 0.0003% | 17           | 0.0002% | 0            | 0%      | 0            | 0%      | 8            | 0.0001% | 0            | 0%      | 19,534       | 0.11%  | 35           | 0.0002%    | 48,779       | 0.07%  | 15,328       | 0.01%  | 15,249       | 0.01%   |
| مجموعة الاستطلاع    | 7,942,399    | 100%    | 8,895,342    | 100%    | 10,427,765   | 100%    | 11,104,585   | 100%    | 11,888,985   | 100%    | 14,040,798   | 100%    | 17,350,103   | 100%   | 20,636,702   | 99.93%     | 73,621,290   | 100%   | 109,989,655  | 100%   | 127,333,305  | 99.72%  |
| مجموع السكان        | 7,942,399    | 100%    | 8,895,342    | 100%    | 10,427,765   | 100%    | 11,104,585   | 100%    | 11,888,985   | 100%    | 14,040,798   | 100%    | 17,350,103   | 100%   | 20,651,140   | 100%       | 73,621,290   | 100%   | 109,989,655  | 100%   | 127,688,922  | 100%    |

### المدن الكبرى
| الرتبة                                                      | المدينة         | المناطق         | التعداد    | الصورة |
| ----------------------------------------------------------- | --------------- | --------------- | ---------- | ------ |
| 1                                                           | لاهور           | Lahore          | 11,126,285 |        |
| 2                                                           | فيصل آباد       | Faisalabad      | 3,204,726  |        |
| 3                                                           | راولبندي        | Rawalpindi      | 2,098,231  |        |
| 4                                                           | كوجرانواله      | Gujranwala      | 2,027,001  |        |
| 5                                                           | ملتان           | Multan          | 1,871,843  |        |
| 6                                                           | بهاولبور        | Bahawalpur      | 762,111    |        |
| 7                                                           | سرغودها         | Sargodha        | 659,862    |        |
| 8                                                           | سيالكوت         | Sialkot         | 655,852    |        |
| 9                                                           | شيخوبورا        | Sheikhupura     | 473,129    |        |
| 10                                                          | رحيم يار خان    | Rahim Yar Khan  | 420,419    |        |
| 11                                                          | جهنك            | Jhang           | 414,131    |        |
| 12                                                          | ديرا غازي خان   | Dera Ghazi Khan | 399,064    |        |
| 13                                                          | كجرات (باكستان) | منطقة غوجارات   | 390,533    |        |
| 14                                                          | ساهيوال         | Sahiwal         | 389,605    |        |
| 15                                                          | واه كينت ‏       | Rawalpindi      | 380,103    |        |
| المصدر: تعداد 2017                                          |                 |                 |            |        |
| هذه القائمة تذكر عدد سكان المدينة فقط بدون منطقتها الحضرية. |                 |                 |            |        |

## الحكومة والإدارة

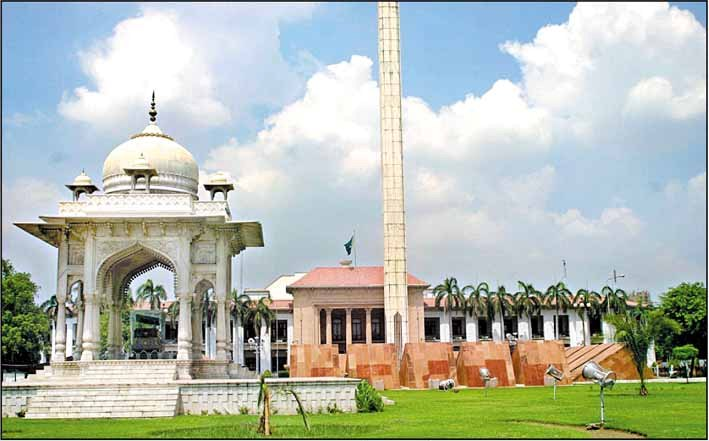
جمعية البنجاب التشريعية في لاهور

حكومة البنجاب هي السلطة الإقليمية ضمن الهيكل الفيدرالي لباكستان، تتخذ من مدينة لاهور مقرًا لها. يُنتخب رئيس وزراء البنجاب من قبل تنتخب الجمعية الإقليمية للإقليم رئيس وزراء البنجاب الذي هو أيضًا رئيس الحكومة. حاليًا، تشغل مريم نواز شريف هذا المنصب، وهي أول امرأة تتولى رئاسة الوزراء في أي إقليم من أقاليم باكستان.
الجمعية الإقليمية للبنجاب هي هيئة تشريعية أحادية، تأسست الجمعية بموجب المادة 106 من دستور باكستان، فيها 371 مقعد منها 66 مقعد مخصص للنساء و8 مقاعد للأقليات غير المسلمة.
تتكون حكومة البنجاب من 48 إدارة يترأس كل منها وزير إقليمي (سياسي) وسكرتير إقليمي (موظف مدني برتبة BPS-20 أو BPS-21). الوزراء مسؤولون أمام رئيس الوزراء، الذي يُعد الرئيس التنفيذي للإقليم، بينما يقدم السكرتيرون تقاريرهم إلى السكرتير الأول للبنجاب. توجد هيئات مستقلة وإدارات ملحقة تقدم تقاريرها مباشرةً إلى الأمناء أو السكرتير الأول.

### المقاطعات

خريطة مقاطعات البنجاب

| ترتيب | المنطقة         | المقر         | المساحة (كم2) | السكان (2023) |
| ----- | --------------- | ------------- | ------------- | ------------- |
| 1     | Bahawalpur      | بهاولبور      | 45,588        | 13,400,009    |
| 2     | Dera Ghazi Khan | ديرا غازي خان | 38,778        | 12,892,465    |
| 3     | Faisalabad      | فيصل آباد     | 17,918        | 16,228,526    |
| 4     | Gujranwala      | كوجرانواله    | 17,207        | 18,778,868    |
| 5     | Gujrat          | كجرات         | جديد          | جديد          |
| 6     | Lahore          | لاهور         | 11,727        | 22,772,710    |
| 7     | Multan          | ملتان         | 15,211        | 14,085,102    |
| 8     | Rawalpindi      | راولبندي      | 22,254        | 11,406,496    |
| 9     | Sahiwal         | ساهيوال       | 10,302        | 8,533,471     |
| 10    | Sargodha        | سرغودها       | 26,360        | 9,591,275     |

### المناطق

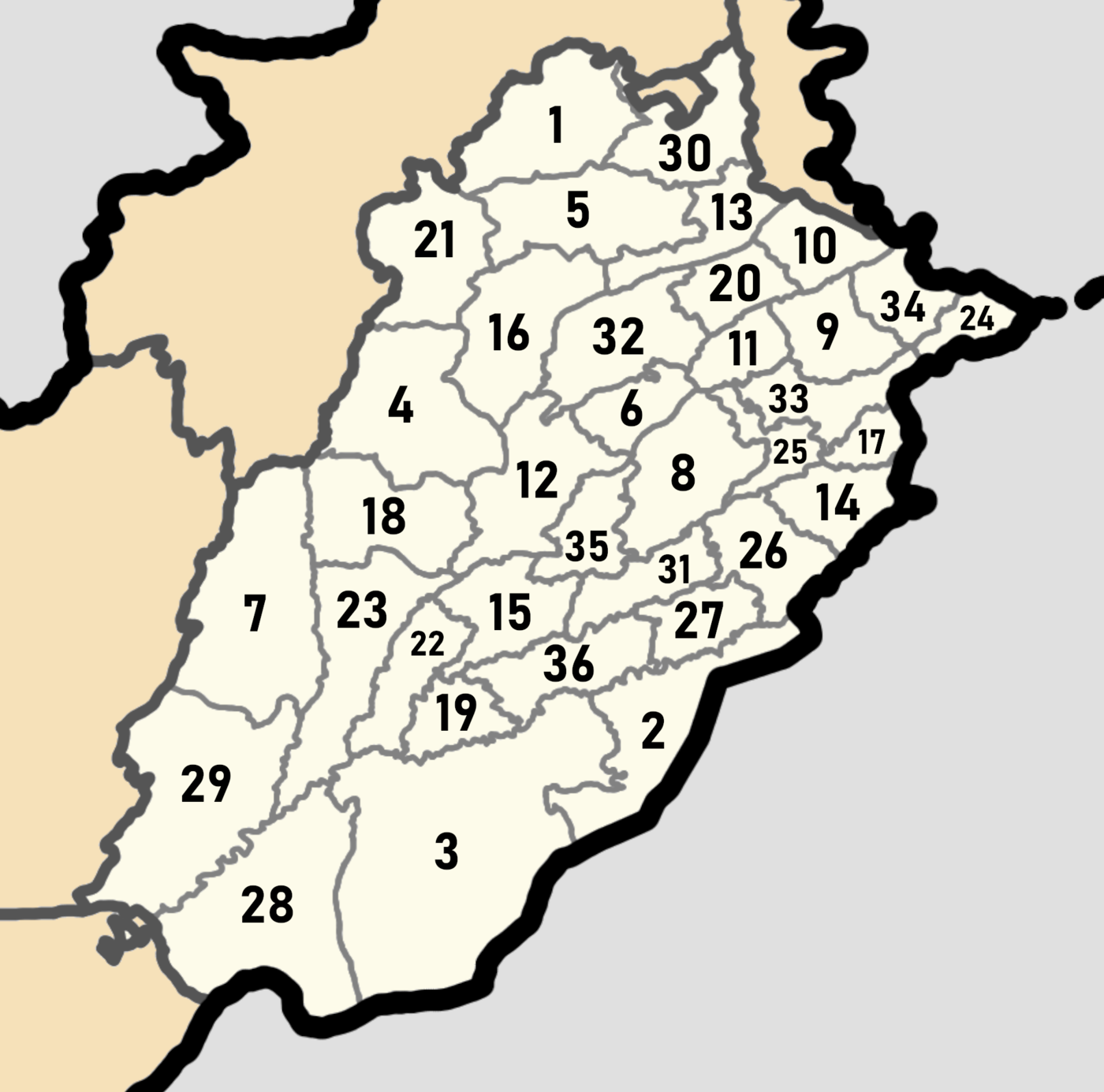
خريطة مناطق البنجاب

| ترتيب | المناطق         | المقر          | المساحة (كم2) | السكان (2023) | الكثافة (نسمة لكل كم2) | المقاطعة        |
| ----- | --------------- | -------------- | ------------- | ------------- | ---------------------- | --------------- |
| 1     | Attock          | أتك            | 6,858         | 2,170,423     | 316.7                  | Rawalpindi      |
| 2     | Bahawalnagar    | بهاولنجر       | 8,878         | 3,550,342     | 399.6                  | Bahawalpur      |
| 3     | Bahawalpur      | بهاولبور       | 24,830        | 4,284,964     | 172.3                  | Bahawalpur      |
| 4     | Bhakkar         | بهكر ‏          | 8,153         | 1,957,470     | 240.5                  | Mianwali        |
| 5     | منطقة تشاكوال ‏  | جكوال          | 6,524         | 1,734,854     | 266.2                  | Rawalpindi      |
| 6     | Chiniot         | جنيوت          | 2,643         | 1,563,024     | 591.3                  | Faisalabad      |
| 7     | Dera Ghazi Khan | ديرا غازي خان  | 11,922        | 3,393,705     | 285.8                  | Dera Ghazi Khan |
| 8     | Faisalabad      | فيصل آباد      | 5,856         | 9,075,819     | 1,551.7                | Faisalabad      |
| 9     | Gujranwala      | كوجرانواله     | 3,622         | 5,959,750     | 1,644.5                | Gujranwala      |
| 10    | كجرات           | كجرات          | 3,192         | 3,219,375     | 1,007.0                | Gujrat          |
| 11    | Hafizabad       | Hafizabad      | 2,367         | 1,319,909     | 557.0                  | Gujrat          |
| 12    | Jampur          | Jampur         | غير معروف     | غير معروف     | غير معروف              | Dera Ghazi Khan |
| 13    | Jhang           | جهنك           | 6,166         | 3,065,639     | 497.6                  | Faisalabad      |
| 14    | Jhelum          | جهلم           | 3,587         | 1,382,308     | 385.7                  | Rawalpindi      |
| 15    | مديرية قصور ‏    | قصور           | 3,995         | 4,084,286     | 1,021.4                | Lahore          |
| 16    | Khanewal        | خانيوال        | 4,349         | 3,364,077     | 774.3                  | Multan          |
| 17    | Khushab         | Jauharabad     | 6,511         | 1,501,089     | 230.8                  | Sargodha        |
| 18    | Lahore          | لاهور          | 1,772         | 13,004,135    | 7,336.6                | Lahore          |
| 19    | Layyah          | ليه            | 6,289         | 2,102,386     | 334.5                  | Dera Ghazi Khan |
| 20    | Lodhran         | Lodhran        | 2,778         | 1,928,299     | 693.5                  | Multan          |
| 21    | Mandi Bahauddin | ماندي بهاودين  | 2,673         | 1,829,486     | 683.1                  | Gujrat          |
| 22    | منطقة ميانوالي ‏ | ميانوالي       | 5,840         | 1,798,268     | 307.4                  | Mianwali        |
| 23    | Multan          | ملتان          | 3,720         | 5,362,305     | 1,441.1                | Multan          |
| 24    | Muzaffargarh    | مظفرغرة        | 8,249         | 5,015,325     | 607.5                  | Dera Ghazi Khan |
| 25    | Nankana Sahib   | نانكانا صاحب   | 2,216         | 1,634,871     | 737.0                  | Lahore          |
| 26    | Narowal         | نارووال ‏       | 2,337         | 1,950,954     | 834.3                  | Gujranwala      |
| 27    | Okara           | أوكارا         | 4,377         | 3,515,490     | 802.2                  | Sahiwal         |
| 28    | Pakpattan       | باكبتان        | 2,724         | 2,136,170     | 785.3                  | Sahiwal         |
| 29    | Rahim Yar Khan  | رحيم يار خان   | 11,880        | 5,564,703     | 468.2                  | Bahawalpur      |
| 30    | Rajanpur        | Rajanpur       | 12,319        | 2,381,049     | 193.3                  | Dera Ghazi Khan |
| 31    | Rawalpindi      | راولبندي       | 5,286         | 6,118,911     | 1,156.5                | Rawalpindi      |
| 32    | Sahiwal         | ساهيوال        | 3,201         | 2,881,811     | 900.6                  | Sahiwal         |
| 33    | Sargodha        | سرغودها        | 5,854         | 4,334,448     | 740.1                  | Sargodha        |
| 34    | Sheikhupura     | شيخوبورا       | 3,744         | 4,049,418     | 1,080.3                | Lahore          |
| 35    | Sialkot         | سيالكوت        | 3,016         | 4,499,394     | 1,492.5                | Gujranwala      |
| 36    | Toba Tek Singh  | Toba Tek Singh | 3,252         | 2,524,044     | 776.2                  | Faisalabad      |
| 37    | Vehari          | فيهاري         | 4,364         | 3,430,421     | 787.7                  | Multan          |
| 38    | Talagang        | تالاجانج ‏      | غير معروف     | غير معروف     | غير معروف              | Rawalpindi      |
| 39    | Murree          | Murree         | غير معروف     | غير معروف     | غير معروف              | Rawalpindi      |
| 40    | Taunsa          | Taunsa         | غير معروف     | غير معروف     | غير معروف              | Dera Ghazi Khan |
| 41    | Kot Addu        | Kot Addu       | غير معروف     | غير معروف     | غير معروف              | Dera Ghazi Khan |
| 42    | Wazirabad       | Wazirabad      | غير معروف     | غير معروف     | غير معروف              | Gujrat          |

## الاقتصاد

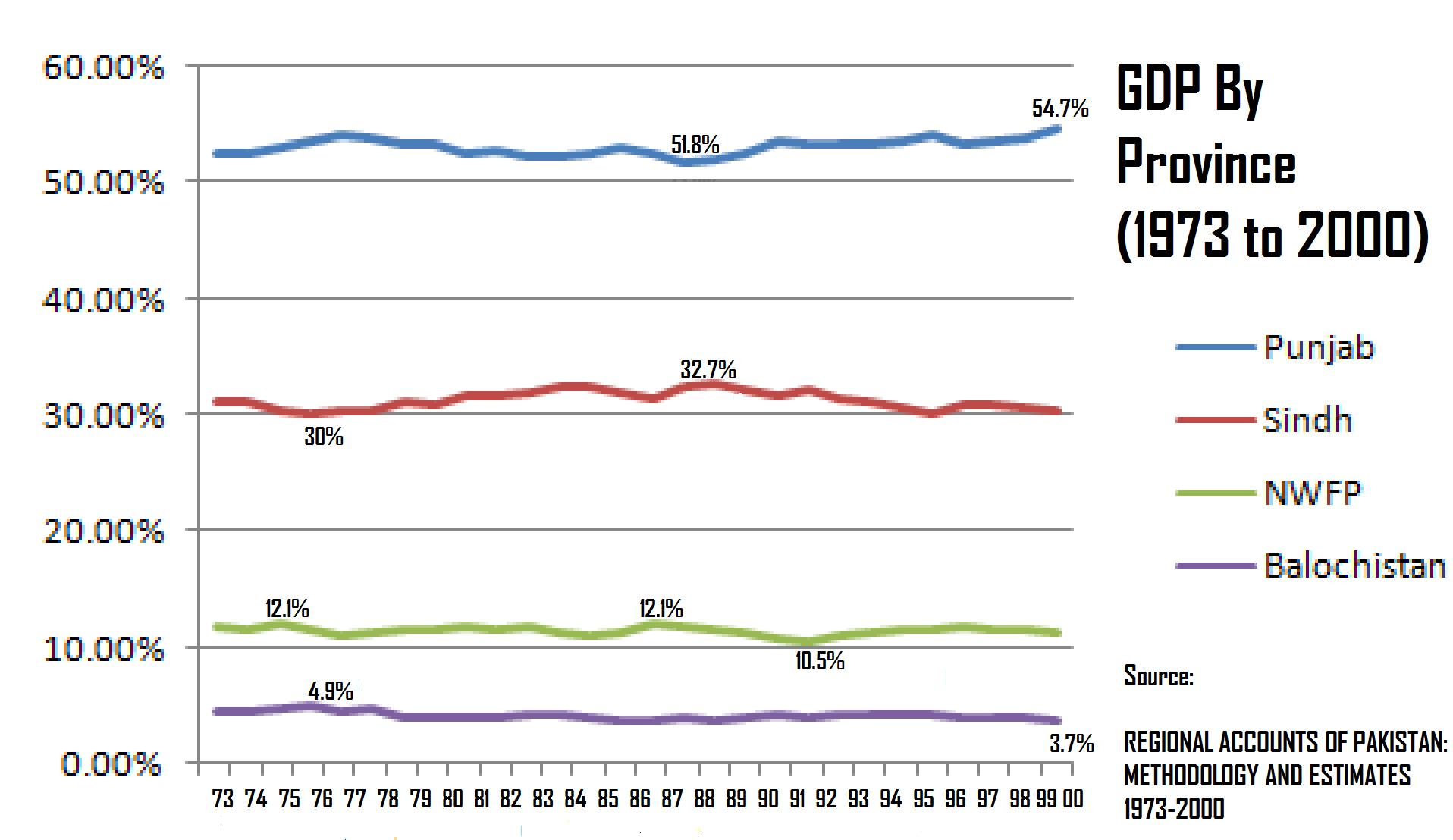
مقارنة بين الناتج المحلي الإجمالي لأقاليم باكستان

إقليم البنجاب صاحب أكبر اقتصاد في باكستان و يسهم بأكبر نسبة في الناتج المحلي الإجمالي الوطني. تضاعف حجم اقتصاده أربع مرات منذ عام 1972. شكّلت حصته من الناتج المحلي الإجمالي لباكستان 54.7% في عام 2000، وارتفعت إلى 59% بحلول عام 2010. أهم قطاعين فيها الخدمات والزراعة، فتتراوح مساهمته في الخدمات بين 52.1% و64.5% والزراعة بين 56.1% و61.5%. كما يضم الإقليم أكبر عدد من المهنيين والقوى العاملة الماهرة في باكستان. يسهم البنجاب بنسبة تتراوح بين 44% و52.6% في قطاع الصناعات التحويلية. حقق الإقليم معدل نمو اقتصادي بلغ 7.8% في عام 2007، بينما سجل نموًا سنويًا بين 7% و8% في الفترة من 2002 إلى 2008.
البنجاب هو الإقليم الأكثر تصنيعا في باكستان رغم أنه لا يتملك ساحل يسهل تصدير هذه الصناعات. ينتج الإقليم المنسوجات والسلع الرياضية والآلات الثقيلة والأجهزة الكهربائية والأدوات الجراحية والمركبات وقطع الغيار والمعادن والسكر والأسمنت والطائرات. أنتج الإقليم 90% من الورق و71% من الأسمدة و69% من السكر و40% من الأسمنت المنتج في كل باكستان في عام 2003.
يوجد في مناطق لاهور وجوجرانوالا أكبر تجمع للوحدات الهندسية الخفيفة. تشتهر سيالكوت بمنتجاتها من السلع الرياضية والأدوات الجراحية وأدوات المائدة. تعمل حكومة البنجاب على تطوير مناطق صناعية لتعزيز التصنيع، مثل مجمع القائد الأعظم للأعمال في شيخوبورا بالقرب من الطريق السريع بين لاهور وإسلام أباد.
إقليم البنجاب هو الأقل فقرًا في باكستان يتضح وجود تفاوت في معدلات الفقر بين شماله وجنوبه. فمثلًا يبلغ معدل الفقر 5.63% في منطقة سيالكوت الشمالية، بينما يرتفع في منطقة راجانبور الجنوبية إلى 60.05%.

## التعليم

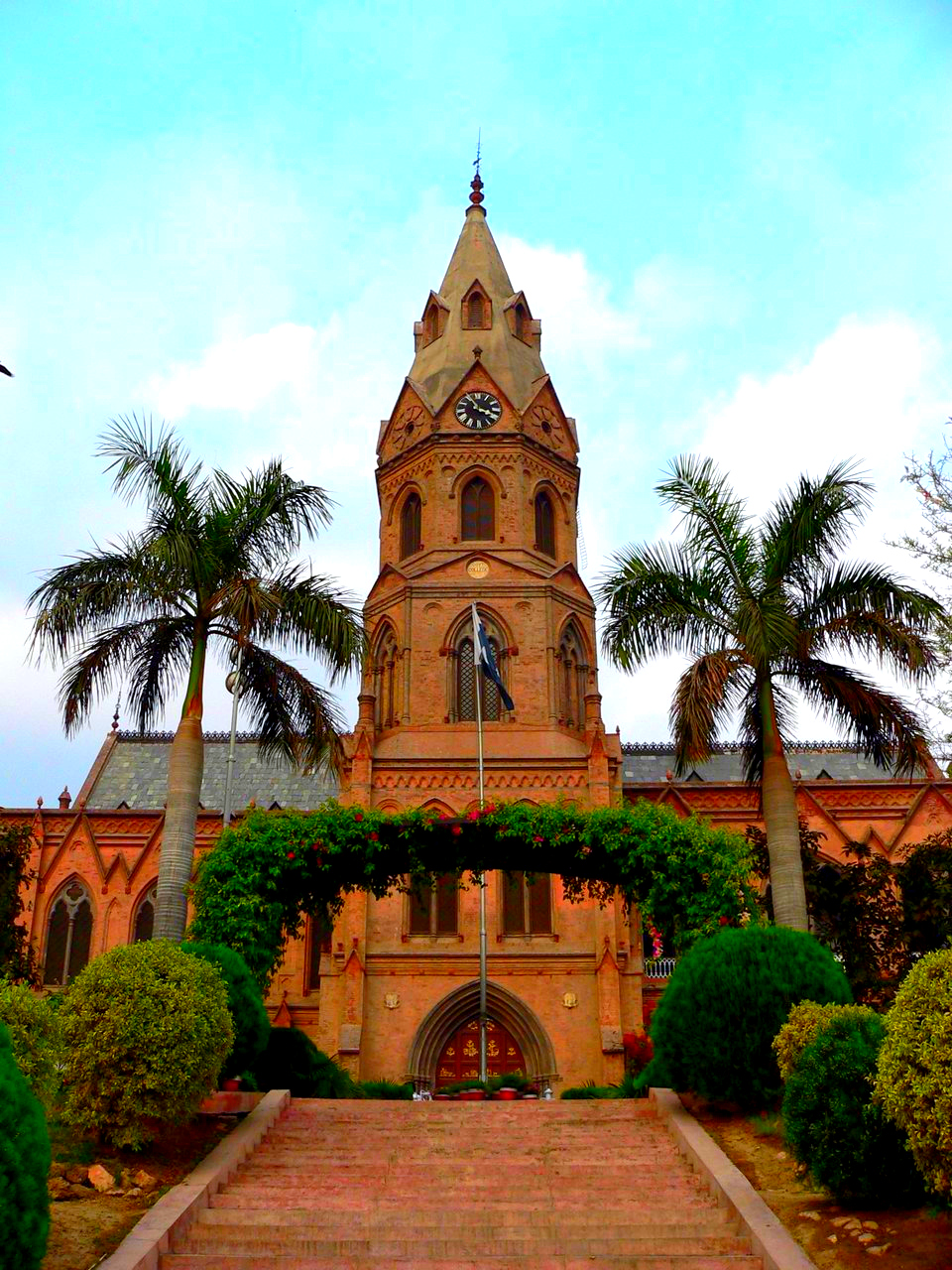
جامعة الكلية الحكومية في لاهور

زاد معدل الإلمام بالقراءة والكتابة زيادة كبيرة على مدى السنوات الأربعين الماضية (انظر الجدول أدناه). البنجاب فيها أعلى مؤشر للتنمية البشرية من بين جميع مقاطعات باكستان يبلغ 0.550.
| السنة | معدل معرفة القراءة والكتابة |
| ----- | --------------------------- |
| 1972  | 20.7%                       |
| 1981  | 27.4%                       |
| 1998  | 46.56%                      |
| 2009  | 59.6%                       |
| 2021  | 66.3%                       |

## الثقافة

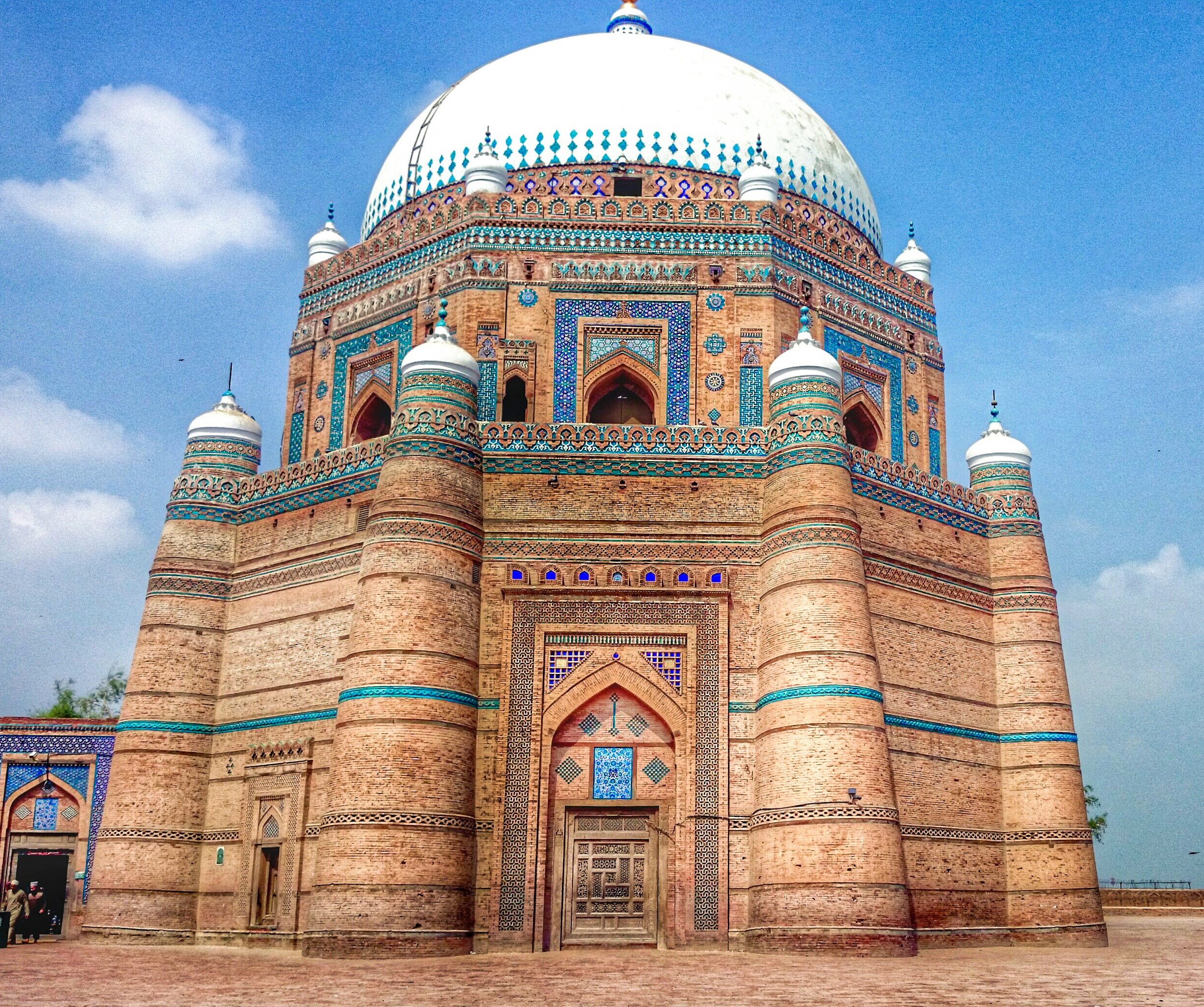
قبر شاه ركن علم، ملتان (1320 م)

بدأت الثقافة البنجابية مع ظهور مدن حضارة وادي السند التي نشأت على ضفاف الأنهار الخمسة والتي كانت تربط الهند بآسيا. الزراعة هي أكبر قطاع اقتصادي في البنجاب لذا فهيا حجر الأساس للثقافة البنجابية، كان امتلاك الأراضي أحد المؤشرات الأساسية لارتفاع المكانة الاجتماعية. الإقليم هو منطقة زراعية رائدة، خصوصًا بعد الثورة الخضراء بين منتصف الستينيات والسبعينيات، وتمسى منطقة البنجاب بأكملها "سلة خبز الهند وباكستان".
يحفل كل سكان البنجاب بالأعياد الإسلامية. تُقام مهرجانات غير إسلامية مثل لوهري وبسنت وفيساكي. حاول بعض العلماء المسلمين والسياسيين ثني المسلمين عن المشاركة في الأعياد غير الإسلامية على أساس أن المشاركة فيها حرام وتعارض تعاليم الدين.

## السياحة

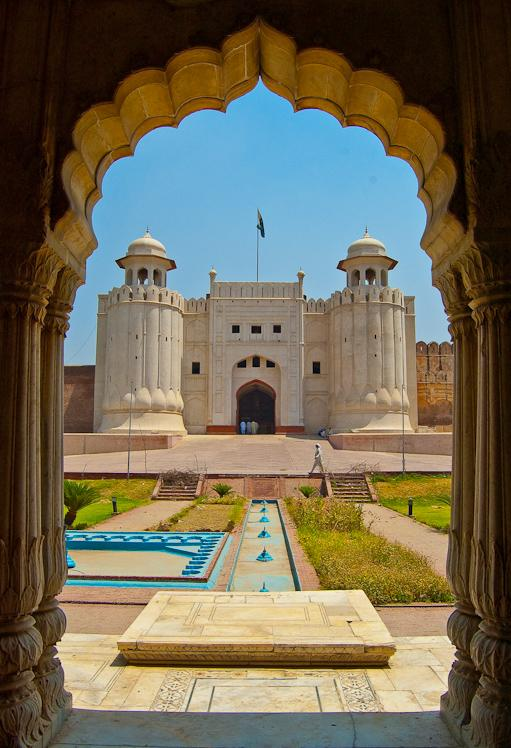
صورة لحصن لاهور

تتولى مؤسسة التنمية السياحية في البنجاب مسؤولية تنظيم السياحة في الإقليم، الذي فيه العديد من المدن الكبرى والمعالم التاريخية البارزة. عاصمة الإقليم لاهور وجهة رئيسية للسياح فيها مواقع شهيرة مثل حصن لاهور وحدائق شاليمار، المدرجتين ضمن قائمة التراث العالمي. كما تشتهر المدينة بمعالم أخرى مثل المدينة المسورة ومسجد بادشاهي ومسجد وزير خان ومقبرة جهانكير وقبر أبو الحسن آصف خان وعساف خان والعديد من المواقع الثقافية والتاريخية الأخرى التي تجذب الزوار سنويًا.
يشتهر تل موري بجمال الطبيعة، وعلى مشارف مدينة راولبندي حصن فاروالا الهندوسي. كما يوجد في مدينة شيخوبورا عدد من المواقع التاريخية المغولية مثل قلعة روهتاس أحد مواقع التراث العالمي. يوجد معبد كاتاسراج في تشاكوال وهو أحد من وجهات الهندوس المهمة. تشتهر مدينة فيصل آباد ببرج الساعة وبازاراتها الثمانية المصممة على شكل علم الاتحاد. يتميز جنوب البنجاب بأجوائه الصحراوية، ومن أبرز المعالم الأخرى بالإقليم نور محل وقصر صادق غار وحديقة لال سوهانرا الوطنية.

## القضايا الاجتماعية
اللغتين الأردية والإنجليزية هما المستخدمتين بالأساس في البث والقطاع العام والتعليم الرسمي إلى مخاوف من تراجع مكانة اللغة البنجابية في الإقليم. يرى البعض أن هذا الوضع يحرم اللغة البنجابية من البيئة الداعمة التي تحتاجها للنمو والازدهار.
نظمت الأكاديمية الباكستانية للآداب بالتعاون مع مجلس الكتاب الدولي والمؤتمر البنجابي العالمي مؤتمرًا في أغسطس 2015 حمل اسم خواجة فريد، طالب فيه المشاركون بإنشاء جامعة تُدرّس باللغة البنجابية في لاهور واعتماد اللغة البنجابية وسيلة للتعليم في المرحلة الابتدائية. رُفع دعوى قضائية أمام المحكمة العليا الباكستانية في سبتمبر من نفس العام ضد حكومة البنجاب لعدم اتخاذها خطوات جادة لتطبيق اللغة البنجابية في مؤسسات الإقليم.
ومن بين النشطاء البارزين في دعم اللغة البنجابية طارق جتالا وفرهاد إقبال وديب سعيدة وخليل أوجلا وأفضل ساهر وجميل أحمد بول ومظهر الترمازي ومشتاق صوفي وبيا جي وتوحيد أحمد شطا وبلال شاكر كحلون ونظير كاهوت.

## معلومات المراجع الكاملة
- Amjad، Yahya (1989). Tarikh-i Pakistan : qadim daur—zamanah-yi ma qabl az tarikh : Pakistan ki sarzamin par aj se paune do karor sal pahle (بالأوردية). مؤرشف من الأصل في 2023-04-03.
- Dyson، Tim (2018)، A Population History of India: From the First Modern People to the Present Day، Oxford University Press، ISBN:978-0-19-882905-8، مؤرشف من الأصل في 2024-09-25
- India. Census Commissioner (1941). Punjab (Report). Census of India, 1941. Delhi. ج. VI. JSTOR:saoa.crl.28215541.
- Pakistan Narcotics Control Board (1986)، National survey on drug abuse in Pakistan، جامعة ميشيغان
- Radha Kumud Mookerji (1989) [1951]. Ancient Indian Education: Brahmanical and Buddhist (ط. 2nd). Motilal Banarsidass Publ. ISBN:81-208-0423-6.
- Roseberry، J. Royal (1987). Imperial Rule in Punjab: The Conquest and Administration of Multan, 1818-1881. Manohar. ISBN:978-81-85054-28-5. مؤرشف من الأصل في 2022-11-18.
- Shackle، Christopher (1979). "Problems of classification in Pakistan Panjab". Transactions of the Philological Society. ج. 77 ع. 1: 191–210. DOI:10.1111/j.1467-968X.1979.tb00857.x. ISSN:0079-1636.